# Вахтанг II Тангик
Вахтанг Тангик (годы рож. и см. неизв.) — армянский князь нижнего Хачена. Представитель армянской династии Сюни. Был женат на Хоришах — дочери Саркиса Закаряна и Саакандухт Арцруни из армянского княжеского рода Закарянов. Имел три сына и три дочери, относившиеся к боковой ветви рода Сюни. Старший сын Гасан-Джалал унаследовал власть в 1214 году.